# Stokowo-Szerszenie
Stokowo-Szerszenie – wieś w Polsce położona w województwie podlaskim, w powiecie wysokomazowieckim, w gminie Czyżew.
| SIMC    | Nazwa          | Rodzaj    |
| ------- | -------------- | --------- |
| 0396529 | Stokowo-Złotki | część wsi |

W latach 1975–1998 miejscowość administracyjnie należała do województwa łomżyńskiego.
Wierni kościoła rzymskokatolickiego należą do parafii św. Apostołów Piotra i Pawła w Czyżewie.

## Historia
Stokowo, pod koniec XIX w. kilka wsi w powiecie ostrowskim, gmina Dmochy-Glinki, parafia Czyżew:.
- Stokowo Bućki, w 1827 roku 11 domów i 54. mieszkańców, pod koniec XIX w. 16 domów
- Stokowo Szerszenie, w 1827 roku 2 domy i 9. mieszkańców, pod koniec XIX w. 4 domy i 14. mieszkańców
- folwark Stokowo Łukasiki, w 1827 roku 1 dom i 4. mieszkańców

W 1827 roku wymienione Stokowo Złotki, 3 domy i 12 mieszkańców
W 1921 wymieniono osady: Stokowo-Szerszenie i Stokowo-Łukasiki. Łącznie naliczono 6 budynków z przeznaczeniem mieszkalnym oraz 53. mieszkańców (30. mężczyzn i 23 kobiety). Narodowość polską podało 51 osób, a 2. inną.